# Bernardino Licinio

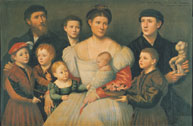
Obraz Bernardino Licinio pt. Rodzina Arrigo Licinio (1635, Wenecja), Galeria Borghese, Rzym

Bernardino Licinio, nazywany także Il Sacchiense (ur. 1489, zm. 1565) – włoski malarz okresu renesansu, malował głównie w Wenecji i Lombardii.
Urodził się w Poscante (Bergamo). Był uczniem Il Pordenone, malował głównie portrety i motywy religijne.

## Główne prace
- Święta rodzina i Magdalena
- Portret św. Rodziny – Ermitaż
- Mężczyzna z czaszką
- Stefano Nani, 1528, National Gallery w Londynie
- Ottaviano Grimani
- Madonna na tronie ze świętymi (1535, Frari, Wenecja)
- Madonna i Dzieciątko ze świętym Józefem i umęczoną kobietą,(1510-30, National Gallery w Londynie)
- Madonna i Dzieciątko ze św. Franciszkiem, Galeria Uffizi, Florencja,
- Portret Damy (Courtauld Gallery, London)
- Madonna z dzieckiem w ramionach, Santa Maria Gloriosa dei Frari, Wenecja,